# Puzzle (Amiina)
Puzzle è il secondo album in studio del gruppo musicale islandese Amiina, pubblicato nel 2010.

## Tracce
1. Ásinn – 5:34
2. Over & Again – 3:39
3. What Are We Waiting For? – 5:28
4. Púsl – 6:14
5. In the Sun – 4:18
6. Mambó – 4:56
7. Sicsak – 6:55
8. Thoka – 3:57

## Formazione

### Gruppo
- Edda Rún Ólafsdóttir – viola
- Guðmundur Vignir Karlsson – elettronica
- Hildur Ársælsdóttir – violino
- Magnús Trygvason Eliassen – batteria
- Maria Huld Markan Sigfúsdóttir – violino
- Sólrún Sumarliðadóttir – violoncello

### Altri musicisti
- Kjartan Sveinsson – basso (tracce 1, 3 e 7)
- Borgar Magnason - contrabbasso (7)
- Sigtryggur Baldursson, Bryndís Nielsen, Jóhann Ágúst *Jóhannsson & Inga Harðardóttir – voce (track 6)